# Molophilus yoshimotoi
Molophilus yoshimotoi là một loài ruồi trong họ Limoniidae. Chúng phân bố ở miền Australasia.